# Moses Ashley Curtis
Moses Ashley Curtis (Stockbridge,  Massachusetts, 11 de maio de 1808 — Hillsboro, 10 de abril de 1872) foi um botânico e micologista norte-americano.
Era filho de Jared Curtis e de Thankful nascida Ashley. Diplomou-se na Faculdade William, em 1827. Casou-se em 3 de dezembro de 1834 com Mary Jane de Rosset. Foi ordenado padre da igreja episcopal em 1835, assumindo a função de missionário na Carolina do Norte até 1837.
Durante as suas numerosas viagens na Carolina do Norte estudou plantas, em especial os cogumelos. É  o autor da terceira parte de uma obra consagrada à botânica intitulada Natural History Survey of North America.